# جاست دانس كيدز
جاست دانس كيدز (بالإنجليزية: Just Dance Kids)‏ ، هي الجزء الأول من السلسلة الفرعية للعبة جاست دانس ، والتي صدرت سنة 2010م بالولايات المتحدة الأمريكية، ثم صدرت في الأسواق الأوروبية بعد عام، وتتعلق اللعبة بالإيقاع والغناء المخصصة للأطفال، وتعمل لأنظمة بلاي ستيشن 3 وإكس بوكس 360 ونينتندو وي.